# 28.ª Calle Suroeste
La 28.ª Calle Suroeste o Vigesimoctava Calle Suroeste es una vía secundaria ubicada en el cuadrante suroeste de la ciudad de Managua, Nicaragua. Sirve como vía de conexión entre barrios del distrito II y IV, extendiéndose desde el centro-oeste de la ciudad hacia el oeste residencial.

## Trazado
La calle inicia en la 2.ª Avenida Suroeste, en el sector del Barrio Jonathan González, avanzando en dirección oeste. Atraviesa importantes arterias como la Avenida Naciones Unidas y la NIC-1, continuando hacia sectores residenciales hasta culminar en la 51.ª Avenida Suroeste, dentro de la Colonia Arguello.

## Intersecciones principales
- Avenida Naciones Unidas (Managua) – eje vial transversal importante
- NIC-1 – ruta nacional hacia occidente
- 48.ª Avenida Suroeste
- 51.ª Avenida Suroeste – límite en zona residencial

## Barrios que atraviesa
- Jonathan González
- El Recreo
- Colonia Arguello

## Coordenadas
12°8′32″N 86°17′50″O / 12.14222, -86.29722